# لیک ویو (ایندیانا)
لیک ویو (به انگلیسی: Lake View) یک منطقهٔ مسکونی در ایالات متحده آمریکا است که در شهرستان فرانکلین، ایندیانا واقع شده‌است. لیک ویو ۳۰۷٫۸۵ متر بالاتر از سطح دریا واقع شده‌است.